# Tomohisa Ishiguro
Tomohisa Ishiguro (japanisch 石黒 智久 Ishiguro Tomohisa; * 27. April 1981 in der Präfektur Toyama) ist ein japanischer Fußballspieler.

## Karriere
Ishiguro erlernte das Fußballspielen in der Universitätsmannschaft der Aichi-Gakuin-Universität. Seinen ersten Vertrag unterschrieb er 200 bei YKK AP (heute: Kataller Toyama). Der Verein spielte in der dritthöchsten Liga des Landes, der Japan Football League. Am Ende der Saison 2008 stieg der Verein in die J2 League auf. Im Juni 2009 beendete er seine Karriere als Fußballspieler.